# 15. ceremonia wręczenia Orłów
15. ceremonia wręczenia Orłów za rok 2012 odbyła się 4 marca 2013 roku w Teatrze Narodowym w Warszawie.
Ogłoszenie nominacji nastąpiło 7 lutego 2013. Polskie Nagrody Filmowe zostały wręczone w 18 kategoriach.
Wielkim faworytem była Obława, Marcina Krzyształowicza, która miała szansę na 10 statuetek. Zaledwie o jedną mniej nominacji zdobył film Jesteś Bogiem, Leszka Dawida. Wśród faworytów byli też Pokłosie, Władysława Pasikowskiego z 7 nominacjami, oraz Drogówka, Wojciecha Smarzowskiego, która ubiegała się o sześć statuetek.
Do tej edycji Orłów kandydowało 41 polskich filmów (oraz ich twórcy), które w okresie od 1 stycznia do 31 grudnia 2012 roku były wyświetlane przynajmniej przez tydzień na otwartych, płatnych pokazach. W kategorii Najlepszy Film Dokumentalny członkowie Akademii wybierali spośród 52 filmów, które w 2012 roku miały tygodniową dystrybucję kinową, bądź premierową emisję w jednej ze stacji telewizyjnych: TVP, TVN, Polsat, Canal+, HBO.

## Laureaci i nominowani
Laureaci nagród są wyróżnieni wytłuszczeniem

### Najlepszy film
- Marcin Krzyształowicz – Obława
  - Leszek Dawid – Jesteś Bogiem
  - Władysław Pasikowski – Pokłosie

### Najlepszy film europejski
(Kraj produkcji • Reżyser – Film)
- Austria • Michael Haneke − Miłość
  -  Francja • Michel Hazanavicius – Artysta
  -  Francja • Olivier Nakache, Eric Toledano − Nietykalni

### Najlepszy film dokumentalny
- Jacek Bławut − Wirtualna wojna
  - Jerzy Śladkowski − Fabryka wódki
  - Michał Marczak − Fuck for Forest

### Najlepsza reżyseria
- Roman Polański − Rzeź
  - Leszek Dawid − Jesteś Bogiem
  - Marcin Krzyształowicz − Obława

### Najlepszy scenariusz
- Wojciech Smarzowski − Drogówka
  - Maciej Pisuk − Jesteś Bogiem
  - Marcin Krzyształowicz − Obława
  - Roman Polański, Yasmina Reza − Rzeź

### Najlepsza główna rola kobieca
- Agnieszka Grochowska − Bez wstydu
  - Weronika Rosati − Obława
  - Danuta Szaflarska − Pokłosie

### Najlepsza główna rola męska
- Maciej Stuhr − Pokłosie
  - Bartłomiej Topa − Drogówka
  - Marcin Dorociński − Obława

### Najlepsza drugoplanowa rola kobieca
- Joanna Kulig − Sponsoring
  - Izabela Kuna − Drogówka
  - Sonia Bohosiewicz − Obława

### Najlepsza drugoplanowa rola męska
- Arkadiusz Jakubik − Drogówka
  - Dawid Ogrodnik − Jesteś Bogiem
  - Maciej Stuhr − Obława

### Najlepsze zdjęcia
- Arkadiusz Tomiak – Obława
  - Radosław Ładczuk – Jesteś Bogiem
  - Piotr Sobociński jr. – Drogówka

### Najlepsza muzyka
- Krzysztof Komeda, Mariusz Ostański – Komeda, Komeda ...
  - Mikołaj Trzaska – Drogówka
  - Alexandre Desplat – Rzeź

### Najlepsza scenografia
- Allan Starski – Pokłosie
  - Katarzyna Sobańska, Marcel Sławiński – Jesteś Bogiem
  - Wojciech Żogała – Mój rower
  - Janusz Sosnowski − Wyspa skazańców

### Najlepsze kostiumy
- Magdalena Rutkiewicz-Luterek – Obława
  - Agata Culak – Jesteś Bogiem
  - Małgorzata Braszka – Pokłosie

### Najlepszy montaż
- Jarosław Kamiński – Jesteś Bogiem
  - Jarosław Kamiński – Pokłosie
  - Cezary Kowalczuk – Mój rower

### Najlepszy dźwięk
- Barbara Domaradzka, Piotr Domaradzki – Obława
  - Nikodem Wołk-Łaniewski – Felix, Net i Nika oraz Teoretycznie Możliwa Katastrofa
  - Michał Żarnecki – Piąta pora roku
  - Jan Freda, Jan Schermer i Bartosz Putkiewicz − Pokłosie

### Odkrycie roku
- Michał Urbaniak – Mój rower (Aktor)
  - Marcin Kowalczyk – Jesteś Bogiem (Aktor)
  - Bartosz Konopka – Lęk wysokości (reżyser)

### Nagroda publiczności
- Leszek Dawid – Jesteś Bogiem

### Nagroda za osiągnięcia życia
- Danuta Szaflarska

## Podsumowanie ilości nominacji
(Ograniczenie do dwóch nominacji)
10: Obława
9: Jesteś Bogiem
7: Pokłosie
6: Drogówka
3: Mój rower, Rzeź

## Podsumowanie ilości nagród
(Ograniczenie do dwóch nagród)
4: Obława
2: Jesteś Bogiem, Pokłosie, Drogówka